# Biesdorf
Biesdorf è un comune di 249 abitanti della Renania-Palatinato, in Germania.

Appartiene al circondario dell'Eifel-Bitburg-Prüm ed è parte della comunità amministrativa dell'Eifel Meridionale.